# Célula neurossecretora parvocelular
As células neurossecretoras parvocelulares são neurônios pequenos do núcleo paraventricular (PVN) do hipotálamo. Os axônios das células neurossecretoras parvocelulares projetam-se para a eminência mediana, na base do cérebro, onde seus terminais nervosos neurossecretores liberam peptídeos nos vasos sanguíneos no sistema portal hipotálamo-hipófise. Os vasos sanguíneos transportam os peptídeos para a glândula pituitária anterior, onde regulam a secreção de hormônios na circulação sistêmica.

## Tipos
As células neurossecretoras parvocelulares incluem células que produzem:
- Hormônio liberador de tireotrofina (TRH), que atua como regulador primário do TSH e regulador da prolactina[3]
- Hormônio liberador de corticotropina (CRH), que atua como regulador primário do ACTH[4][5]
- Neurotensina, que atua como um regulador do hormônio luteinizante e prolactina[6]